# 노바투스 미로시
노바투스 디스마스 미로시(스와힐리어: Novatus Dismas Miroshi, 2002년 9월 2일 ~ )는 튀르키예 클럽 괴즈테페와 탄자니아 국가대표팀에서 레프트백으로 활약하는 탄자니아의 프로 축구 선수이다.

## 구단 경력
2022년 여름, 미로시는 벨기에의 쥘터 바레험과 3년 계약을 체결했다.
그는 2024년 7월 23일에 튀르키예 클럽 괴즈테페와 4년 계약을 체결했다.

## 국가대표팀 경력
미로시는 2021년 2월 16일, 2021년 아프리카 U-20 네이션스컵에서 가나와의 경기에서 4-0으로 패하며 탄자니아 U-20 국가대표팀으로 국제 무대에 데뷔했다. 2월 19일, 감비아와의 경기에서 1-1 무승부를 기록하며 탄자니아 국가대표팀의 첫 골을 넣었다.
2021년 9월 2일, 미로시는 2022년 FIFA 월드컵 예선으로 콩고 민주 공화국과의 경기에서 1-1 무승부를 기록하며 탄자니아 국가대표팀 데뷔 전을 치렀다. 9월 7일, 그는 마다가스카르와의 경기에서 3-2로 승리하며 첫 국가대표 골을 기록했다.